# Mathieu Debuchy
Mathieu Debuchy (28. července 1985, Fretin) je francouzský fotbalový obránce a reprezentant, od roku 2018 hráč francouzského klubu AS Saint-Étienne.

## Klubová kariéra
V Lille zažil nejúspěšnější období v ročníku 2010/11, kdy s týmem vyhrál Ligue 1 i francouzský fotbalový pohár (Coupe de France).
V červenci 2014 přestoupil do anglického klubu Arsenal FC. V lednu 2016 odešel hostovat do francouzského Girondins Bordeaux.
Na konci ledna 2018 s ním Arsenal ukončil smlouvu a Debuchy se jakožto volný hráč upsal AS Saint-Étienne.

## Reprezentační kariéra
V A-mužstvu Francie debutoval v roce 2011.
Zúčastnil se na Mistrovství Evropy ve fotbale 2012, kde v úvodním zápase základní skupiny nastoupil na pravé straně obrany proti Anglii (remíza 1:1). Odehrál i celé druhé a vítězné utkání proti Ukrajině (výhra Francie 2:0) a třetí prohrané se Švédskem (Francie prohrála 0:2). Francie postoupila ze druhého místa ze skupiny D do čtvrtfinále se 4 body a utkala se zde s obhájcem titulu Španělskem, jemuž podlehla rovněž 0:2 a s turnajem se rozloučila. Do tohoto střetnutí již nezasáhl, na pravé straně obrany dostal příležitost Anthony Réveillère.
Trenér Didier Deschamps jej vzal na Mistrovství světa 2014 v Brazílii. Francouzi vypadli na šampionátu ve čtvrtfinále s Německem po porážce 0:1.

### Reprezentační góly
Góly Mathieu Debuchyho za A-tým Francie
| 010                | 27. 5. 2012  | Stade du Hainaut, Valenciennes, Francie | Island    | 1:2 | 3:2 | přátelský zápas |
| 02                 | 11. 10. 2013 | Parc des Princes, Paříž, Francie        | Austrálie | 5:0 | 6:0 | přátelský zápas |
| Platí k 1. 2. 2016 |              |                                         |           |     |     |                 |

## Statistiky

### Klub
K 11. 12. 2014
| Klub                | Sezóna           | Liga             | Liga   | Liga | Pohár  | Pohár | Ligový pohár | Ligový pohár | Evropa | Evropa | Ostatní | Ostatní | Celkem | Celkem |
| Klub                | Sezóna           | Divize           | Starty | Góly | Starty | Góly  | Starty       | Góly         | Starty | Góly   | Starty  | Góly    | Starty | Góly   |
| ------------------- | ---------------- | ---------------- | ------ | ---- | ------ | ----- | ------------ | ------------ | ------ | ------ | ------- | ------- | ------ | ------ |
| Lille OSC           | 2003/04          | Ligue 1          | 6      | 0    | 0      | 0     | 0            | 0            | —      | —      | —       | —       | 6      | 0      |
| Lille OSC           | 2004/05          | Ligue 1          | 19     | 3    | 0      | 0     | 2            | 0            | 10     | 1      | —       | —       | 31     | 4      |
| Lille OSC           | 2005/06          | Ligue 1          | 27     | 4    | 0      | 0     | 1            | 0            | 6      | 0      | —       | —       | 34     | 4      |
| Lille OSC           | 2006/07          | Ligue 1          | 22     | 1    | 0      | 0     | 1            | 0            | 5      | 0      | —       | —       | 28     | 1      |
| Lille OSC           | 2007/08          | Ligue 1          | 16     | 0    | 1      | 0     | 1            | 0            | —      | —      | —       | —       | 18     | 0      |
| Lille OSC           | 2008/09          | Ligue 1          | 30     | 0    | 3      | 1     | 1            | 0            | —      | —      | —       | —       | 34     | 1      |
| Lille OSC           | 2009/10          | Ligue 1          | 31     | 1    | 1      | 0     | 1            | 0            | 5      | 0      | —       | —       | 38     | 1      |
| Lille OSC           | 2010/11          | Ligue 1          | 35     | 2    | 6      | 0     | 2            | 0            | 6      | 0      | —       | —       | 49     | 2      |
| Lille OSC           | 2011/12          | Ligue 1          | 32     | 5    | 3      | 0     | 1            | 0            | 6      | 0      | 1       | 0       | 43     | 5      |
| Lille OSC           | 2012/13          | Ligue 1          | 15     | 0    | 0      | 0     | 2            | 0            | 3      | 0      | —       | —       | 20     | 0      |
| Lille OSC           | Celkem           | Celkem           | 233    | 16   | 14     | 1     | 12           | 0            | 41     | 1      | 1       | 0       | 301    | 18     |
| Newcastle United FC | 2012/13          | Premier League   | 14     | 0    | 0      | 0     | 0            | 0            | 0      | 0      | —       | —       | 14     | 0      |
| Newcastle United FC | 2013/14          | Premier League   | 29     | 1    | 0      | 0     | 3            | 0            | —      | —      | —       | —       | 32     | 1      |
| Newcastle United FC | Celkem           | Celkem           | 43     | 1    | 0      | 0     | 3            | 0            | 0      | 0      | —       | —       | 46     | 1      |
| Arsenal FC          | 2014/15          | Premier League   | 10     | 1    | 0      | 0     | 0            | 0            | 3      | 0      | 1       | 0       | 9      | 0      |
| Celkem v kariéře    | Celkem v kariéře | Celkem v kariéře | 286    | 18   | 14     | 1     | 15           | 0            | 44     | 1      | 2       | 0       | 356    | 19     |

## Úspěchy

### Klubové

#### Lille OSC
- Ligue 1 : 2010–11
- Coupe de la Ligue : 2010–11

#### Arsenal FC
- FA Community Shield : 2014

### Individuální
- Tým roku Ligue 1 podle UNFP – 2011/12[14]
- Hráč měsíce Ligue 1 podle UNFP – únor 2018[15]